# NGC 2521
NGC 2521 é uma galáxia elíptica (E-S0) localizada na direcção da constelação de Lynx. Possui uma declinação de +57° 46' 11" e uma ascensão recta de 8 horas, 08 minutos e 49,4 segundos.
A galáxia NGC 2521 foi descoberta em 9 de Fevereiro de 1831 por John Herschel.